# Chromonephthea cairnsi
Chromonephthea cairnsi är en korallart som beskrevs av van Ofwegen 2005. Chromonephthea cairnsi ingår i släktet Chromonephthea och familjen Nephtheidae. Inga underarter finns listade i Catalogue of Life.